# 克洛普頓 (阿拉巴馬州)
克洛普頓（英語：Clopton）是一個位於美國阿拉巴馬州戴爾縣的非建制地區。該地的面積和人口皆未知。

## 地理
克洛普頓的座標為31°36′31″N 85°25′48″W / 31.60861°N 85.43°W，而該地最高點為海拔高度154米（即505英尺）。